# Kinixys
 Kinixys és un  gènere de tortugues de la  família Testudinidae que inclou diverses espècies africanes anomenades tortugues amb frontissa.

## Taxonomia
El gènere Kinixys inclou 8 espècies:
- Kinixys belliana Gray, 1831
- Kinixys erosa (Schweigger, 1812)
- Kinixys homeana Bell, 1827
- Kinixys lobatsiana (Power, 1927)
- Kinixys natalensis Hewitt, 1935
- Kinixys nogueyi (Lataste, 1886)
- Kinixys spekii Gray, 1863
- Kinixys zombensis Hewitt, 1931